# Calomys
Calomys là một chi động vật có vú trong họ Cricetidae, bộ Gặm nhấm. Chi này được Waterhouse miêu tả năm 1837. Loài điển hình của chi này là Mus bimaculatus Waterhouse, 1837 (= Mus laucha Fischer, 1814).

## Các loài
Chi này gồm các loài: